# Liste des emplacements de la guillotine à Paris lors de la Révolution française

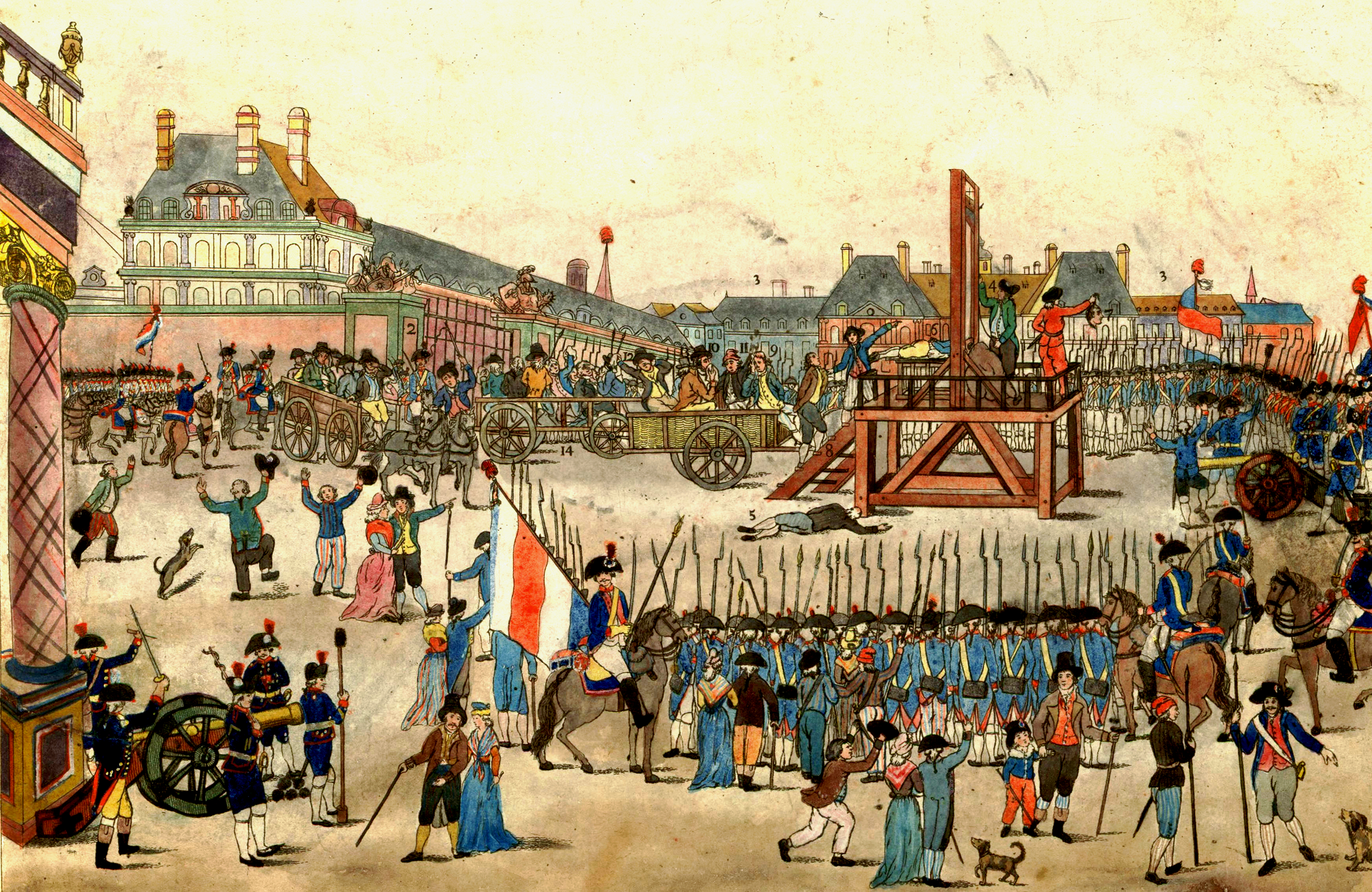
Exécution de Robespierre le 28 juillet 1794 à la place de la Révolution (actuelle place de la Concorde).

À Paris, durant la Révolution française, les exécutions capitales faites à l'aide d'une guillotine ont eu lieu dans les endroits suivants :
| Emplacement                                            | Début           | Fin             | Remarque |
| ------------------------------------------------------ | --------------- | --------------- | --- |
| Place de Grève (actuelle place de l'Hôtel-de-Ville)    | 25 avril 1792   |                 | Nicolas Pelletier, premier condamné à mort guillotiné                                                            |
| Place du Carrousel (en face du Louvre)                 | 21 août 1792    | 10 mai 1793     | Et parfois aussi place de la Révolution (actuelle place de la Concorde), comme pour Louis XVI le 21 janvier 1793 |
| Place de la Révolution (actuelle place de la Concorde) | 11 mai 1793     | 8 juin 1794     | |
| Place de la Bastille                                   | 9 juin 1794     | 13 juin 1794    | |
| Place du Trône-Renversé (actuelle place de la Nation)  | 14 juin 1794    | 27 juillet 1794 | À la barrière du Trône                                                                                           |
| Place de la Révolution (actuelle place de la Concorde) | 28 juillet 1794 | novembre 1794   | |
| Place de Grève (actuelle place de l'Hôtel-de-Ville)    | novembre 1794   | mai 1795        | |

Plaques commémorant le bicentenaire de la Révolution, rappelant l'emplacement de la guillotine à Paris
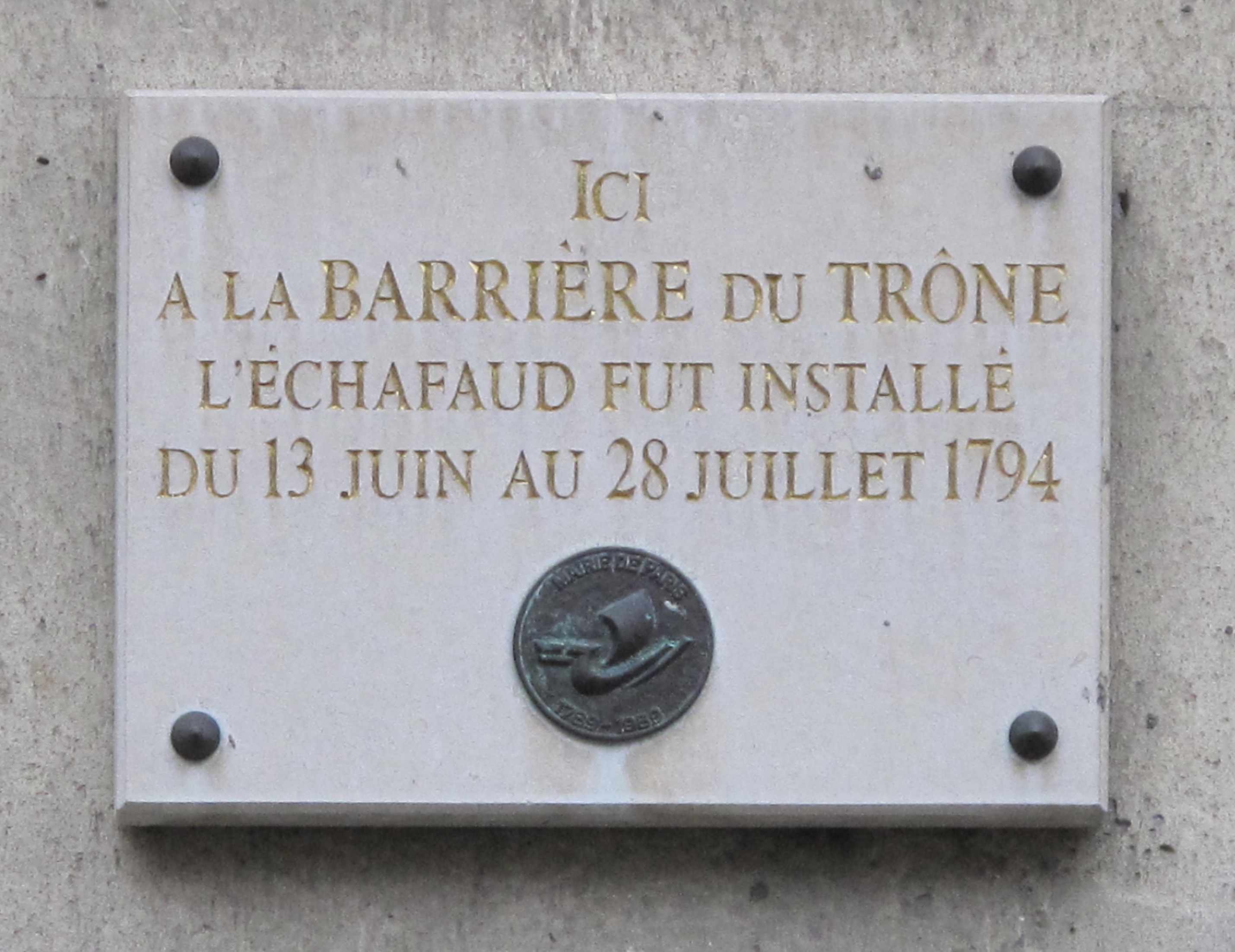
Barrière du Trône.
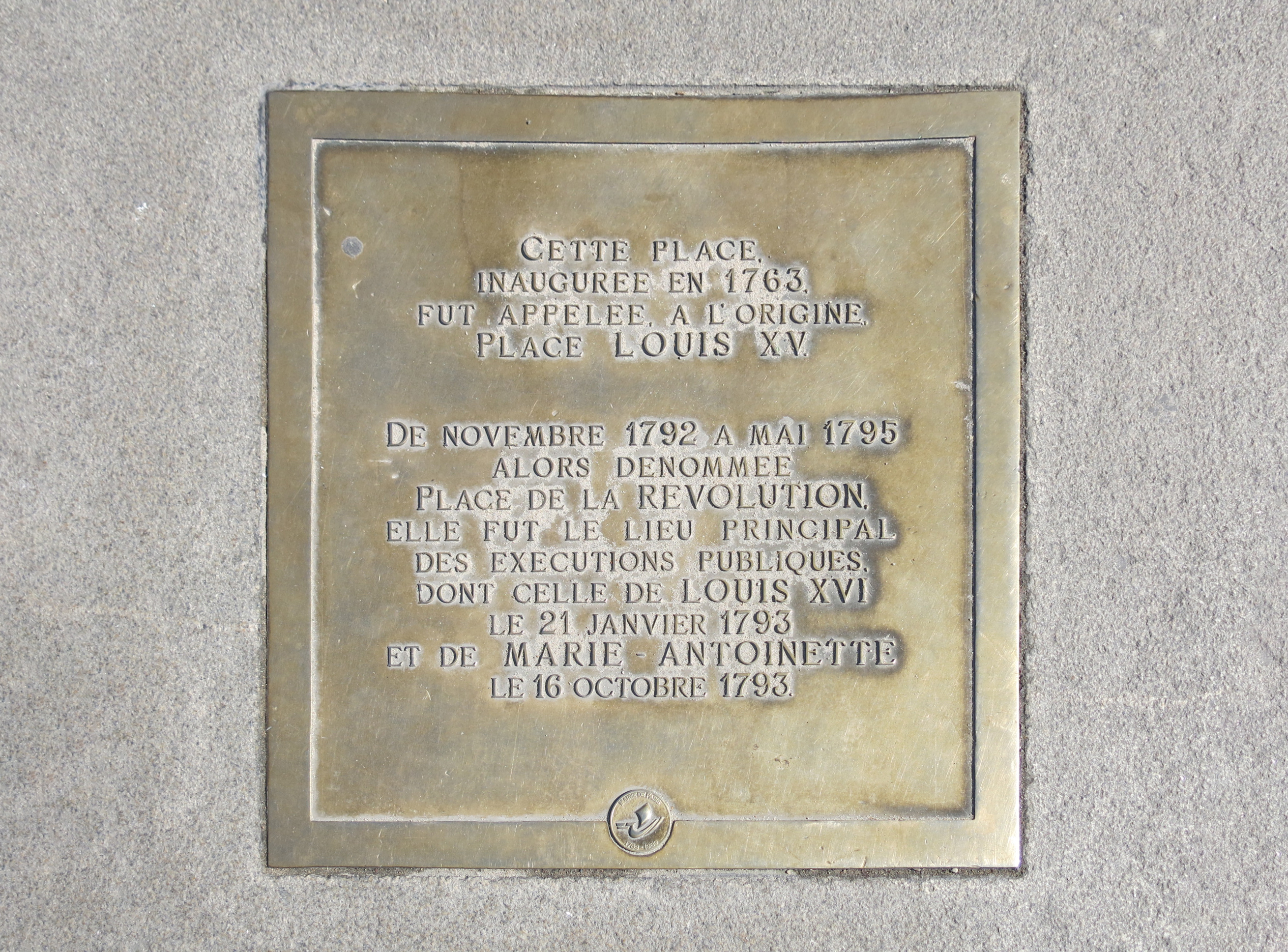
Place de la Révolution (actuelle place de la Concorde).
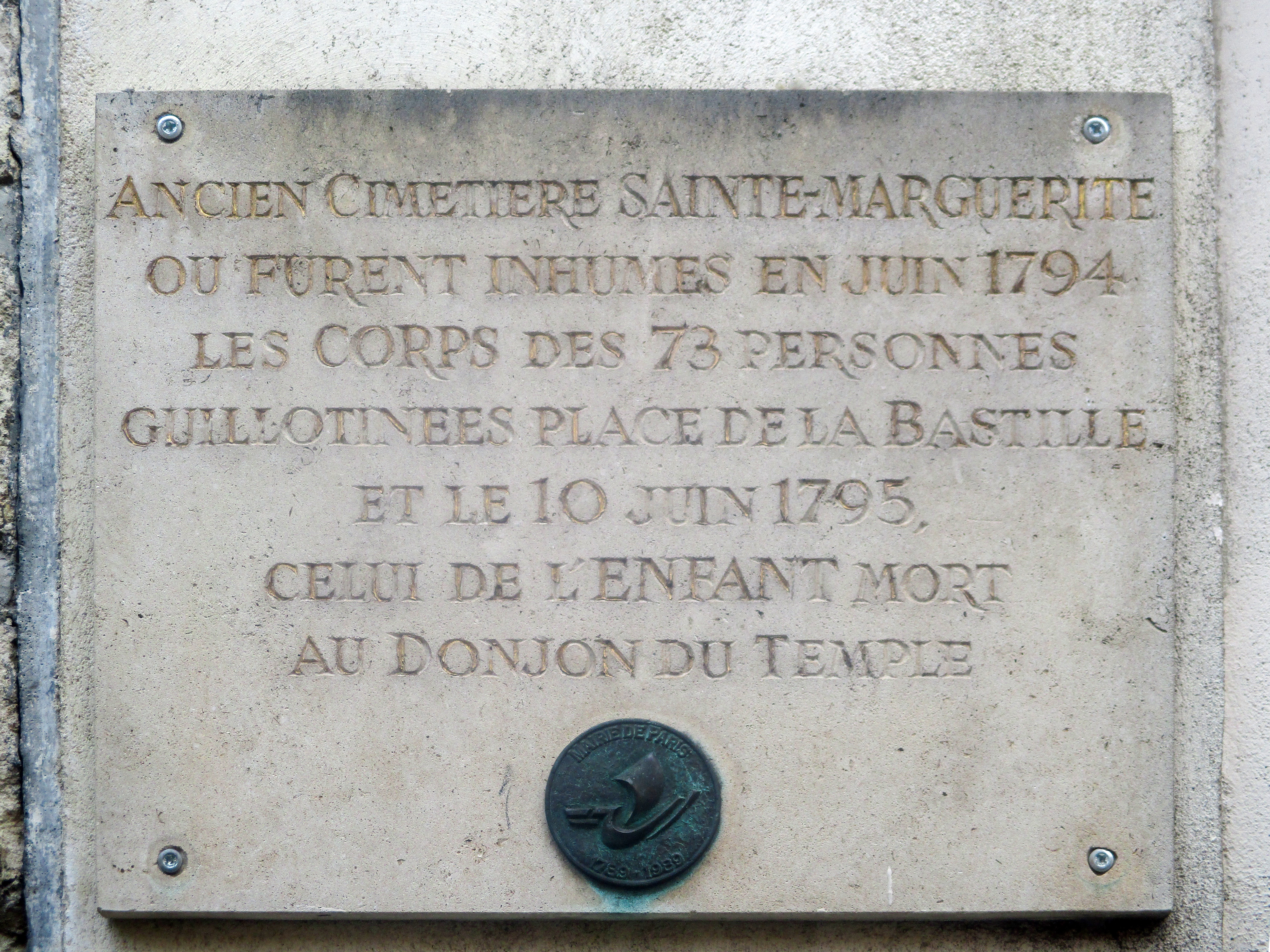
Cimetière Sainte-Marguerite, où étaient inhumés les guillotinés de la place de la Bastille.
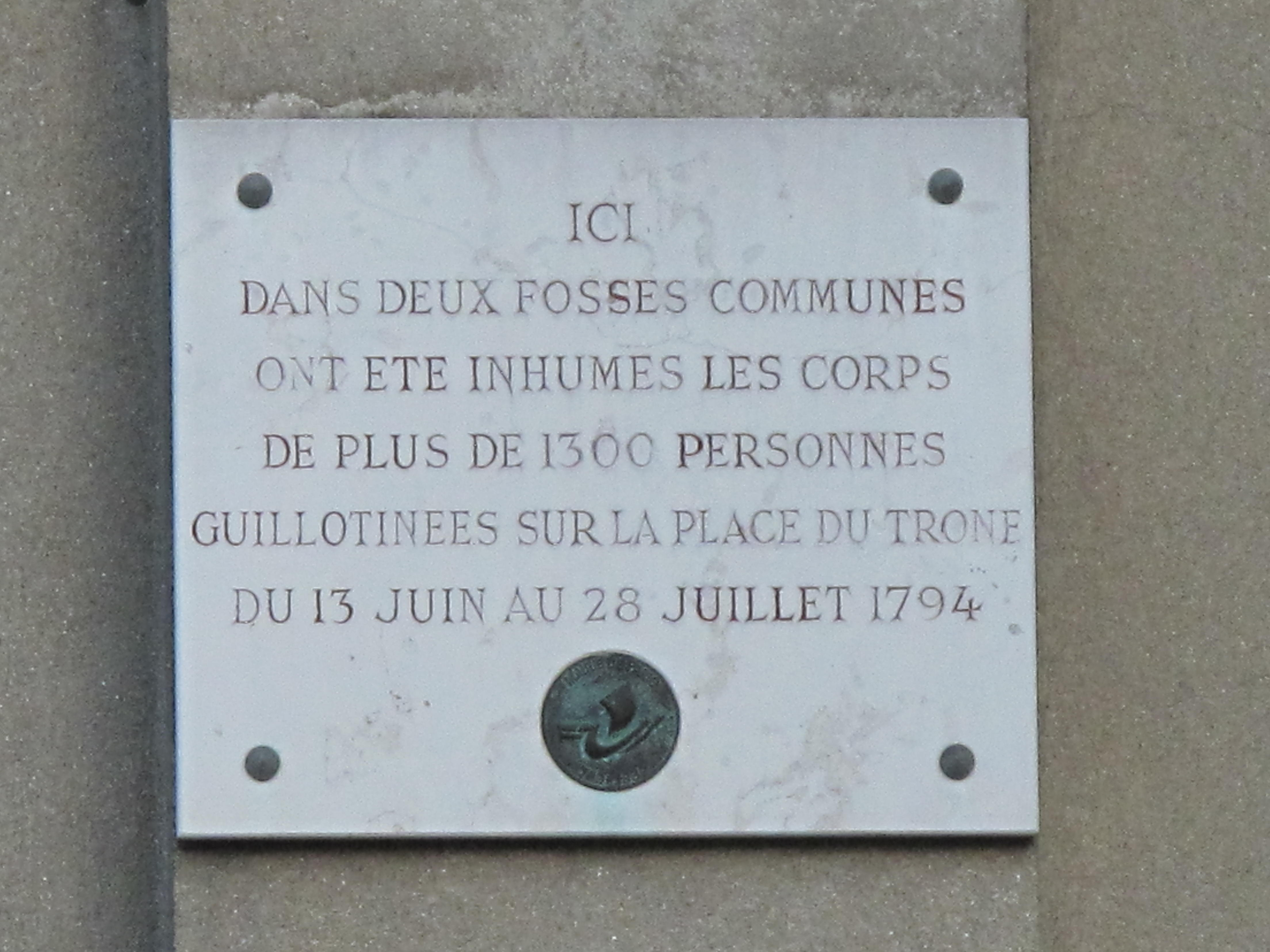
Cimetière de Picpus, où étaient inhumés les guillotinés de la Barrière du Trône.